# Elvange (Beckerich)
Pour les articles homonymes, voir Elvange.
Elvange (luxembourgeois : Ielwen) est une section de la commune luxembourgeoise de Beckerich située dans le canton de Redange.